# شونچیونیس
شونچیونیس (به لهستانی: Święciany) یک شهر در لیتوانی با جمعیت ۴٬۹۶۳ نفر است که در Švenčionys district municipality واقع شده‌است.